# 3dfx
3dfx Interactive war von seiner Gründung 1994 bis zur Übernahme durch den Konkurrenten Nvidia im Dezember 2000 ein Unternehmen, das auf die Produktion von 3D-Grafikkarten, 3D-Beschleunigerkarten und Grafikprozessoren spezialisiert war.

## Geschichte

### Anfänge
3dfx Interactive wurde 1994 von Scott Sellers, Ross Smith, Gary Tarolli in San José (Kalifornien) gegründet. Ursprünglich konzentrierten sich die Anstrengungen von 3dfx hauptsächlich auf den Markt für Arcade-Systeme, der gerade entstehende Markt für 3D-Hardware für Personal Computer wurde als zweiter Vertriebsweg für die Arcade-Produkte ins Auge gefasst.
Ausgestattet mit knapp 17 Millionen US-Dollar Risikokapital begann 3dfx noch im Gründungsjahr mit der Arbeit an ihrem ersten Produkt, dem Voodoo-Graphics-Chipsatz. Kurz vor dessen Fertigstellung 1996 gab es aufgrund eines Preisverfalls bei EDO-DRAM-Speicherchips plötzlich einen Markt für 3D-Hardware für PCs. 3dfx verwarf den Plan einer langsamen Adaptierung der Technologie und entschied sich, den Voodoo-Graphics-Chipsatz von Beginn an für die PC-Plattform auf den Markt zu bringen.
Durch die von 3dfx speziell für den Voodoo Graphics entwickelte Programmierschnittstelle Glide, die Spieleentwicklern eine einfache und leistungsfähige Schnittstelle zur 3D-Hardware bot, sowie durch die Unterstützung des von Silicon Graphics etablierten OpenGL-Standards erfreute sich der Voodoo Graphics bald breiter Akzeptanz durch die Spielehersteller. Einige Spiele erschienen exklusiv für die Glide-Schnittstelle, von denen wiederum einige wenige eine 3dfx-Karte sogar zwingend voraussetzten, ohne zusätzlich einen alternativen Softwaremodus anzubieten. (Eine Liste von 3dfx-Spielen befindet sich im Abschnitt „Bekannte Spiele mit exklusiver 3dfx-Unterstützung oder besonderen 3dfx-Features“.)

### Voodoo Graphics

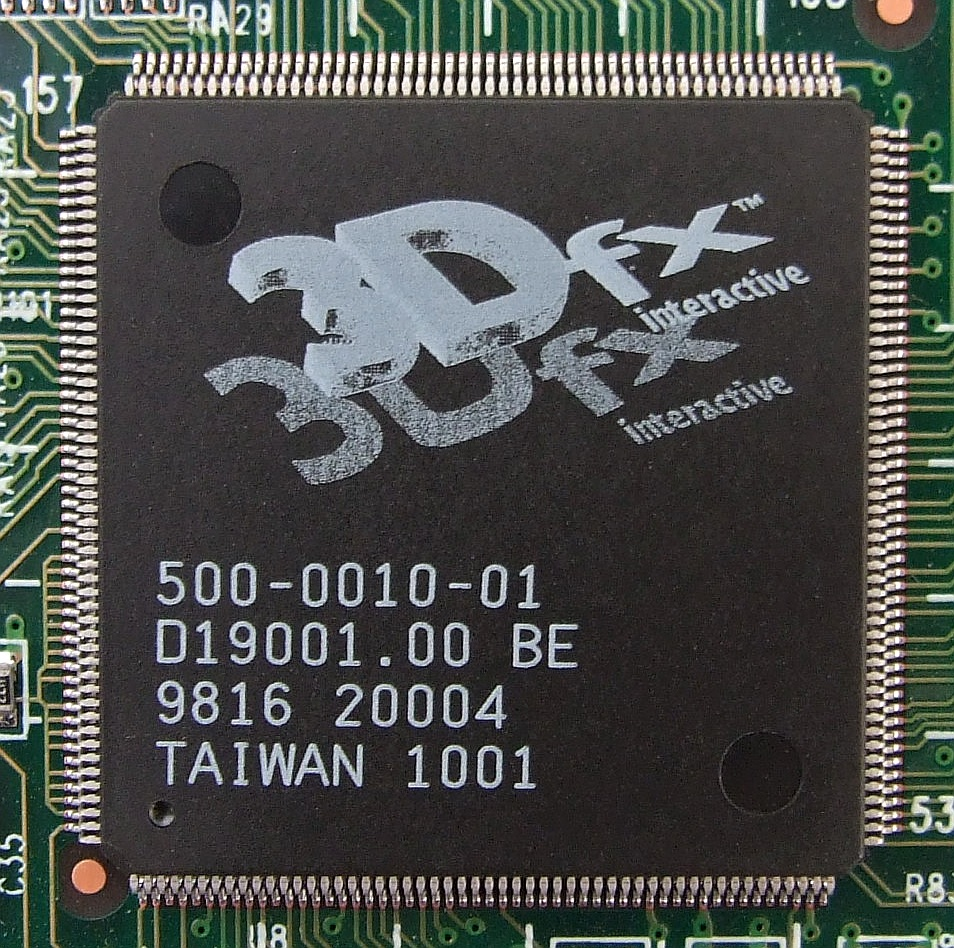
Texture Mapping Unit (TMU) eines 3dfx-Voodoo²-Chipsatzes

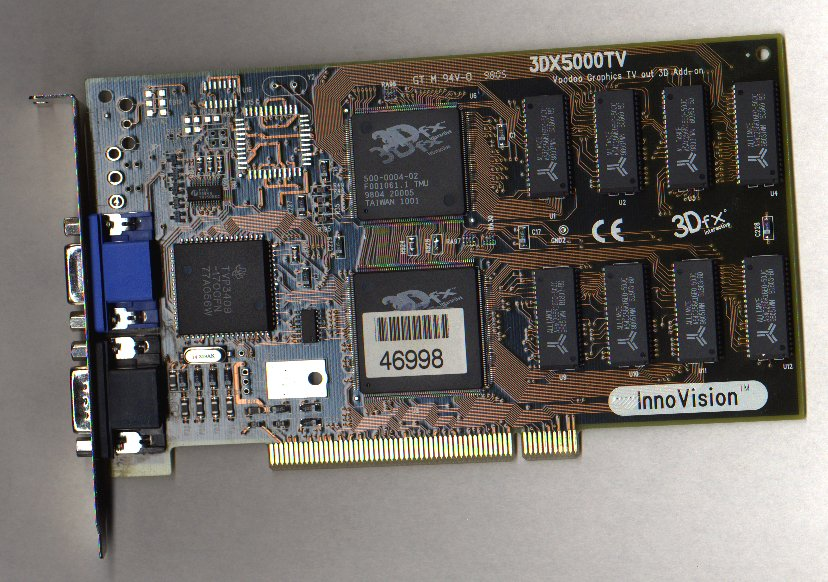
InnoVision 3DX5000TV mit 4 MB Speicher (Voodoo 1)

Mitte 1997 wurde Greg Ballard zum neuen CEO von 3dfx berufen. Er sollte dem Unternehmen, das bisher als technikzentriert galt, durch Marketingmaßnahmen helfen, an den überwältigenden Erfolg von Voodoo Graphics anzuknüpfen. 3dfx hatte zu diesem Zeitpunkt auf dem Sektor der 3D-Beschleunigerkarten für Heim-PCs einen Marktanteil von etwa 60 %, die Erwartungen an die Zukunft waren dementsprechend hoch.
Im ersten Quartal 1997 gab 3dfx eine Partnerschaft mit dem damaligen Konsolenhersteller Sega bekannt. Sega beauftragte 3dfx mit der Entwicklung eines Grafikchipsatzes für den geplanten Nachfolger der Spielkonsole Saturn. Bereits im Juli 1997 wurde diese Partnerschaft jedoch von Sega einseitig beendet. Der bereits fertiggestellte Grafikchipsatz von 3dfx wurde nie produziert. Stattdessen fiel die Wahl für den Grafikchipsatz der später Dreamcast getauften Konsole auf den PowerVR 2 von NEC. 3dfx wehrte sich in einem Gerichtsverfahren, das Mitte 1998 mit einem Vergleich endete.
Noch 1997 erschien der Voodoo Rush-Chipsatz, eine 2D/3D-Kombination, 1998 Voodoo², dieser wiederum als reine 3D-Add-on-Lösung. Obwohl auch Voodoo² kommerziell ein großer Erfolg war, begann die Dominanz von 3dfx zu bröckeln. Konkurrent Nvidia brachte 1998 den Riva-TNT-Chip auf den Markt, der, bei etwa äquivalenter Leistung, gegenüber dem Voodoo² den entscheidenden Vorteil hatte, dass er 2D- und 3D-Funktionalität auf nur einem Chip vereinigte. Zwei Grafikkarten (jeweils eine für 2D und 3D) waren hier nicht notwendig, was zu einem deutlich geringeren Preis führte. Beginnend mit diesem Chip zwang Nvidia der gesamten Branche einen Produktzyklus von nur sechs Monaten auf, zweimal pro Jahr wurden von Nvidia also neue Chips vorgestellt – ein Tempo, mit dem der Großteil der Branche nicht Schritt halten konnte.
3dfx zog zu Beginn mit und stellte, wenn auch leicht verspätet, den Voodoo²-Nachfolger Voodoo Banshee vor, dem, obwohl er ebenfalls eine 2D/3D-Kombination darstellte, der Durchbruch nicht so recht gelingen wollte. Auch die starke Stellung von Glide ging verloren, da Microsoft mit Direct3D das auf 3dfx-Grafikkarten beschränkte Glide zunehmend verdrängte.
Bereits im Jahr 1996 führte 3dfx mit dem Scan Line Interleave (SLI) ein technisches Verfahren ein, das eine Kopplung mehrerer Grafikchips bzw. Karten auf der Basis von Voodoo Graphics, Voodoo 2 und VSA-100 ermöglichte, die die Bildzeilen abwechselnd berechneten. Ende des gleichen Jahres kamen erste Modelle mit 3D-Shutterbrille auf den Markt, welche jedoch überdurchschnittlich leistungsfähige Monitore erforderten, die eine Bildwiederholrate von 120 Hz anzeigen konnten. Mit Standardmonitoren (75 Hz) bekamen Nutzer sehr schnell Kopfschmerzen, Augenbrennen und Unwohlsein.
2004 griff Nvidia mit dem Scalable Link Interface diese Idee und den Namen wieder auf, auch wenn dieses technisch grundsätzlich anders arbeitet.

### Vom Chipsatz- zum Kartenhersteller und zurück
Während die Arbeiten an einem „echten“ Nachfolger für den Voodoo² auf Hochtouren liefen, fällte 3dfx eine bedeutende strategische Entscheidung: Um den Marken 3dfx und Voodoo eine stärkere Marktpräsenz zu verschaffen (bislang waren Voodoo-Chipsätze auf einer Vielzahl von Produkten unterschiedlicher Hersteller unter unterschiedlichen Markennamen vertrieben worden), produzierte man nun nicht mehr lediglich die Chipsätze, sondern auch vollständige Grafikkarten. Ende 1998 kaufte 3dfx zu diesem Zweck den amerikanischen Grafikkartenhersteller und vormaligen Kunden STB Systems, der bisher auch 3dfx-Chipsätze auf Grafikkarten verbaut hatte und starke Verbindungen zum wichtigen OEM-Markt vorweisen konnte, für etwa 140 Millionen US-Dollar.

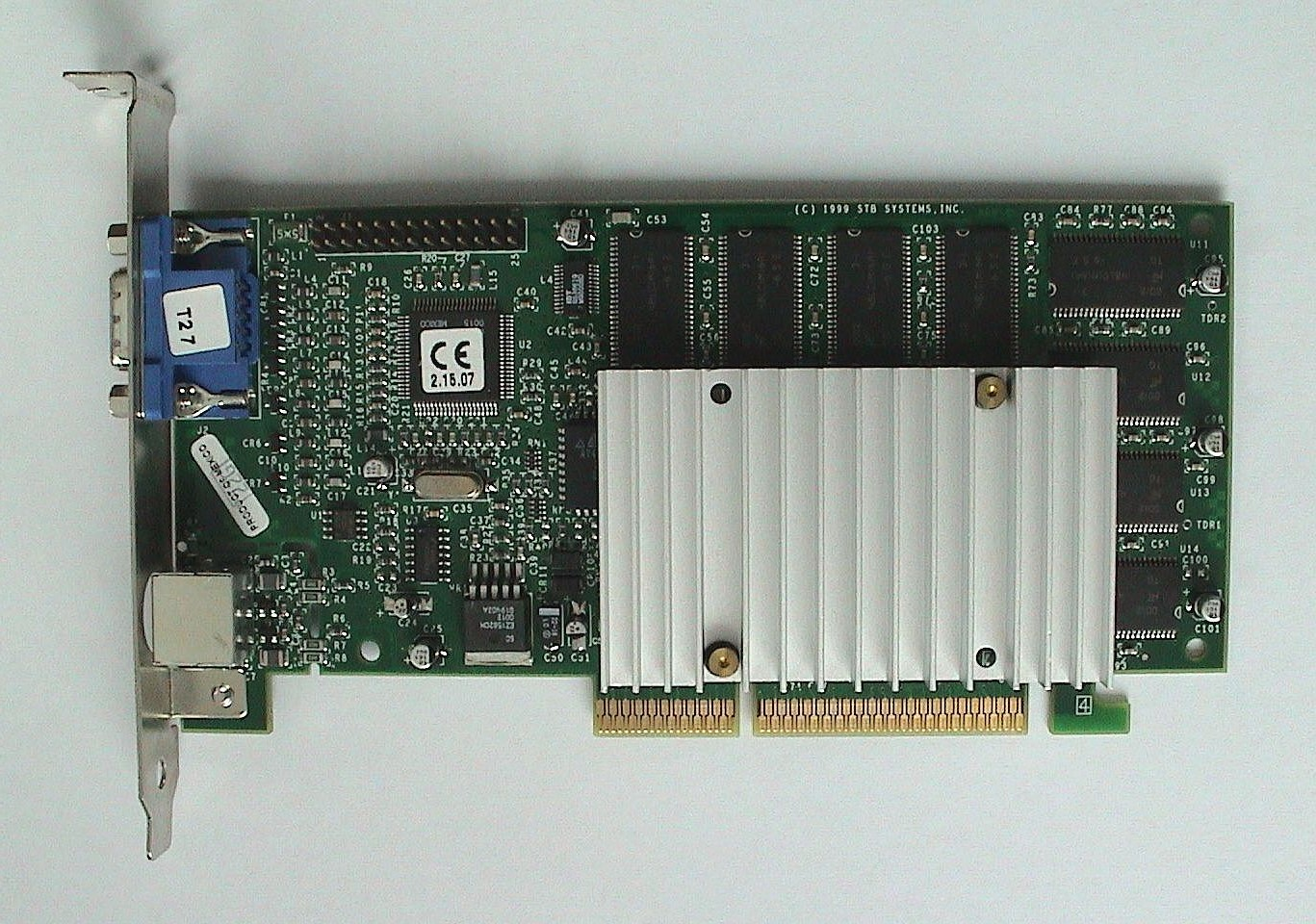
Voodoo 3 3000

Durch die vorhandene Infrastruktur – STB verfügte zu dieser Zeit bereits über eine eigene Fertigungsstelle in Mexiko – konnte 3dfx von nun an selbst Grafikkarten herstellen. Sofort stoppte 3dfx den Verkauf von Grafikchips an andere Hersteller und verlor dadurch wichtige Partner in der Industrie, die nun auf Chips der Konkurrenten umstiegen. Die Entscheidung, in Zukunft auf wichtige Vertriebspartner wie Diamond Multimedia oder Creative Labs zu verzichten, wurde innerhalb der Branche und an der Börse durchaus mit gemischten Gefühlen aufgenommen, viele sehen darin rückwirkend den ersten Schritt zum endgültigen Niedergang von 3dfx.

### Das Ende von 3dfx
Am 15. Dezember 2000 wurden alle 3dfx-Patente und Namensrechte von Nvidia aufgekauft. Außerdem wurden ca. 100 Mitarbeiter übernommen. 3dfx hatte in den letzten zwei Geschäftsquartalen rund 280 Millionen US$ Verlust erwirtschaftet. Im Interesse der Aktionäre wurde Nvidias Angebot von 70 Mio. US$ in bar und 42 Mio. US$ in Aktien akzeptiert.
Da 3dfx den Arcade-Spielemarkt und Industriepartner vergraulte, indem man Kooperationen aufkündigte, um sich auf den Konsolen- und PC-Sektor zu konzentrieren und eigene Endkundenprodukte zu vermarkten, entwickelte sich parallel der 3dfx-Spin-off Quantum3D, der sich nach kurzer Zeit im militärischen Simulatorenbereich etablierte. Bis zum Ende von 3dfx war Quantum3D der einzige Lizenznehmer von 3dfx und stellte auch lange nach dem Ende von 3dfx militärische Simulatoren, Head-up-Displays und Renderfarmen auf der Basis der 3dfx-Chips her.
Nvidia erwarb alle Marken- und Patentrechte (damit erledigten sich auch einige Rechtsstreitigkeiten) inklusive der erst am 27. März 2000 hinzugekauften GigaPixel-Technologie und die DirectX-8-Grafikchips (in Entwicklung) Rampage/Sage.
3dfx Interactive behielt das Werk in Mexiko und alle (fertigen) Kartenbestände. Diese wurden dann aber bald darauf auch abgewickelt. Am 15. Oktober 2002 meldete die Firma Konkurs an.
Zuletzt war 3dfx auch eine in Deutschland eingetragene Marke von Nvidia, der Schutz endete 2016.

## Liste der angekündigten und erschienenen 3dfx-Produkte

### Grafikchipsätze
- Voodoo Graphics (SST-1) (1996)
- Voodoo Rush (SST-96) (1997)
- Voodoo 2 (SST-2) (1998)
- Voodoo Banshee (Banshee) (1998)
- Voodoo3 & Velocity (Avenger) (1999)
- VSA-100 (Napalm) (2000)
- VSA-101 (Daytona) (2000) (nie offiziell erschienen)
- VSA-200 (Rampage) (2001) (nie erschienen)
- VSA-300 (Fusion) (nie erschienen)
- Mojo (nie erschienen)

### Grafikkarten
- Basierend auf der Voodoo2-Familie
  - Voodoo2 1000 (1998)
- Basierend auf der Voodoo3-Familie
  - Voodoo3 1000 (1999)
  - Voodoo3 2000 (1999)
  - Voodoo3 3000 (1999)
  - Voodoo3 3500 TV (1999)
  - Velocity 100 (1999)
  - Velocity 200 (nie erschienen, Prototypen existieren)
- Basierend auf der VSA-100-Familie
  - Voodoo4 4000 (nie erschienen)
  - Voodoo4 4400 (nie erschienen)
  - Voodoo4 4500 (2000)
  - Voodoo4 4800 (nie erschienen, Prototypen existieren)
  - Voodoo5 5000 (nie erschienen, 30 Prototypen existierten, 15 heute noch bekannt)
  - Voodoo5 5500 (2000)
  - Voodoo5 5800 (nie erschienen)
  - Voodoo5 6000 (nie erschienen, ca. 1400 Prototypen existierten, ca. 80 heute noch bekannt)
- Basierend auf der VSA-101-Familie
  - Voodoo4-2 4000 (nie erschienen, Prototypen existieren)
  - Voodoo4-2 4200 (nie offiziell erschienen, Prototypen existieren)
  - Voodoo4-2 4800 (nie erschienen, Prototypen existieren)
- Basierend auf der Rampage-Familie
  - Specter 1000 (1 Rampage-Chip, nie erschienen, 20 Prototypen existierten, 4 heute noch bekannt)
  - Specter 2000 (1 Rampage- + 1 Sage-Chip (T&L), nie erschienen)
  - Specter 3000 (2 Rampage- + 1 Sage-Chip (T&L), nie erschienen)
  - Specter 4000 (4 Rampage- + 1 Sage-Chip (T&L), nie erschienen)
- Basierend auf der Fear-Familie
  - Fear 1000 (nie erschienen)
  - Fear 2000 (nie erschienen)
  - Fear 3000 (nie erschienen)
  - Fear 4000 (nie erschienen)
- Basierend auf der Mojo-Familie
  - Keine Pläne seitens 3dfx

## Modelldaten
| Modell          | Monat/Jahr | Grafikprozessor (GPU) | Grafikprozessor (GPU) | Grafikprozessor (GPU) | Grafikspeicher | Grafikspeicher | Grafikspeicher | Grafikspeicher    |
| Modell          | Monat/Jahr | Interface             | Takt (MHz)            | Füllrate (MT/s)       | Größe (MB)     | Takt (MHz)     | Speicherbus    | Bandbreite (GB/s) |
| --------------- | ---------- | --------------------- | --------------------- | --------------------- | -------------- | -------------- | -------------- | ----------------- |
| Voodoo Graphics | 10/1996    | SST-1                 | 50                    | 50                    | 4 oder 6       | 50             | 64 Bit × 2     | 0,8               |
| Voodoo Rush     | 10/1997    | SST-96                | 50                    |                       | 4 oder 6       | 50             | 64 Bit × 3     |                   |
| Voodoo2         | 03/1998    | SST-2                 | 90                    | 180                   | 8 oder 12      | 90             | 64 Bit × 3     | 2,16              |
| Banshee         | 09/1998    | Banshee               | 100                   | 100                   | 8 oder 16      | 100            | 128 Bit        | 1,6               |
| Velocity 100    | 04/1999    | Avenger               | 143                   |                       | 8              | 143            | 128 Bit        | 2,29              |
| Voodoo3 1000    | 04/1999    | Avenger               | 125                   |                       | 16             | 125            | 128 Bit        | 2,0               |
| Voodoo3 2000    | 04/1999    | Avenger               | 143                   | 286                   | 16             | 143            | 128 Bit        | 2,29              |
| Voodoo3 3000    | 04/1999    | Avenger               | 166                   | 333                   | 16             | 166            | 128 Bit        | 2,66              |
| Voodoo3 3500TV  | 04/1999    | Avenger               | 183                   |                       | 16             | 183            | 128 Bit        | 2,93              |
| Voodoo4 4500    | 09/2000    | VSA-100               | 166                   | 333                   | 32             | 166            | 128 Bit        | 2,66              |
| Voodoo4 4800    | nie        | VSA-100               | 166                   | 333                   | 64             | 166            | 128 Bit        | 2,66              |
| Voodoo5 5000    | nie        | 2 × VSA-100           | 166                   | 666                   | 32             | 166            | 128 Bit × 2    | 5,31              |
| Voodoo5 5500    | 06/2000    | 2 × VSA-100           | 166                   | 666                   | 64             | 166            | 128 Bit × 2    | 5,31              |
| Voodoo5 6000    | nie        | 4 × VSA-100           | 166                   | 1332                  | 128            | 166            | 128 Bit × 4    | 10,6              |

## Bekannte Spiele mit exklusiver 3dfx-Unterstützung oder besonderen 3dfx-Features
Spiele, die mindestens einen weiteren 3D-Beschleuniger (Direct3D, OpenGL oder proprietär)
- gleichwertig oder besser
- von Haus aus oder per Patch

unterstützen, sind hier nicht aufgeführt.
3dfx-Karte wird zwingend vorausgesetzt, sonst startet das Spiel nicht, d. h. es gibt weder einen Softwaremodus noch eine Unterstützung anderer 3D-Grafikkarten, auch nicht per Patch
- Pandemonium 2

Exklusive 3dfx-Unterstützung zusätzlich zum Softwaremodus, d. h. weder Unterstützung von Direct3D oder OpenGL noch direkte Unterstützung anderer Grafikkarten, auch nicht per Patch
- Bleifuss 2 und Bleifuss Rally (bei ersterem 3dfx-Patch erforderlich)
- Blood (3dfx-Patch erforderlich)
- Carmageddon (3dfx-Patch erforderlich)
- Extreme Assault (3dfx-Patch erforderlich)
- Grand Theft Auto (nur DOS-Version)
- Grand Prix Legends
- I-War (ursprünglich 3dfx-Patch erforderlich, die später erschienene amerikanische Version hatte die Unterstützung integriert. Die 3dfx-Version bietet zusätzlich auch detailliertere Modelle)
- Incoming
- Incubation: Battle Isle Phase Vier
- MiG-29 Fulcrum
- Need for Speed II SE
- NBA Live 98, NHL 98
- Longbow 2 (ein später herausgegebener Direct3D-Patch war nicht einwandfrei)
- Red Baron 3D (gab es auch als Patch zu Red Baron 2)
- Schleichfahrt (Transparenzeffekte, 3dfx-Patch erforderlich)
- Shadow Warrior (3dfx-Patch erforderlich, Transparenzeffekte für Explosionen)
- The Elder Scrolls Adventures: Redguard
- Uprising
- Uprising 2: Lead and Destroy

Unterstützung anderer Karten oder Schnittstellen, aber mit exklusiven 3dfx-Features
- Wing Commander: Prophecy (Lens Flares nur bei 3dfx, diese wurden später durch einen inoffiziellen Patch auch für den Direct3D-Modus ermöglicht)
- Descent 2 (Transparenzeffekte, 3dfx-Patch erforderlich. Zunächst gab es einen Patch für S3-Chips; diese können durch Virtualisierungsprogramme wie Virtual PC und DOSBox emuliert werden, wobei die Programme jedoch nicht für die Emulation einer 3D-Hardwarebeschleunigung ausgelegt worden sind)
- Unreal hatte Wassereffekte, welche unter Glide weit besser aussahen als unter Direct3D.

### Emulation von 3dfx-Karten
Da eine Reihe von bekannten Spielen ausschließlich 3dfx-Karten unterstützen, manche sogar zwingend voraussetzten, und bei anderen nur mit 3dfx alle Effekte darstellbar waren, wurden sogenannte „Glide Wrapper“ geschrieben, die die Befehle von Glide auf Standards wie Direct3D oder OpenGL abbilden. Damit ist es möglich, solche Spiele in Originalqualität auch auf modernen Grafikkarten laufen zu lassen, die von Haus aus nicht Glide unterstützen. Die dafür entstandenen Projekte wie Openglide für OpenGL, dgVoodoo für Direct3D und Glidos (für DOS-Spiele, beide Standards) können kostenlos (Openglide, dgVoodoo) bzw. als Shareware (Glidos) heruntergeladen werden.